# قشلاق اورتاداغ اسماعیل
قشلاق اورتاداغ اسماعیل یک روستا در ایران است که در دهستان قشلاق جنوبی واقع شده‌است. قشلاق اورتاداغ اسماعیل ۶۶ نفر جمعیت دارد.